# Herbert Westermark
Johan Herbert Westermark (Estocolmo, 30 de agosto de 1891 — 29 de outubro de 1981) foi um médico e velejador sueco, medalhista olímpico. Ele competiu nos Jogos Olímpicos de Verão de 1912 na classe 8 Metre e conquistou a medalha de prata na disputa a bordo do Sans Atout com Bengt Heyman, Emil Henriques, Nils Westermark e Alvar Thiel.
Westermark recebeu um diploma de Licenciatura em Medicina em Estocolmo em 1918 e depois trabalhou como médico assistente (underläkare) no Hospital Karlskrona em 1919, como médico na clínica obstétrica de Allmänna BB em Estocolmo em 1921. Ele então trabalhou na clínica ginecológica de 1923 a 1924 e como clínico geral em Estocolmo em 1925. Recebeu o título de Doutor em Medicina em 1926 e trabalhou em Bromma de 1926 a 1930. Westermark serviu como cirurgião-chefe da Marinha Sueca e chefe do Corpo de Oficiais Médicos da Marinha Sueca de 1937 a 1956.